# Stoa des Attalos

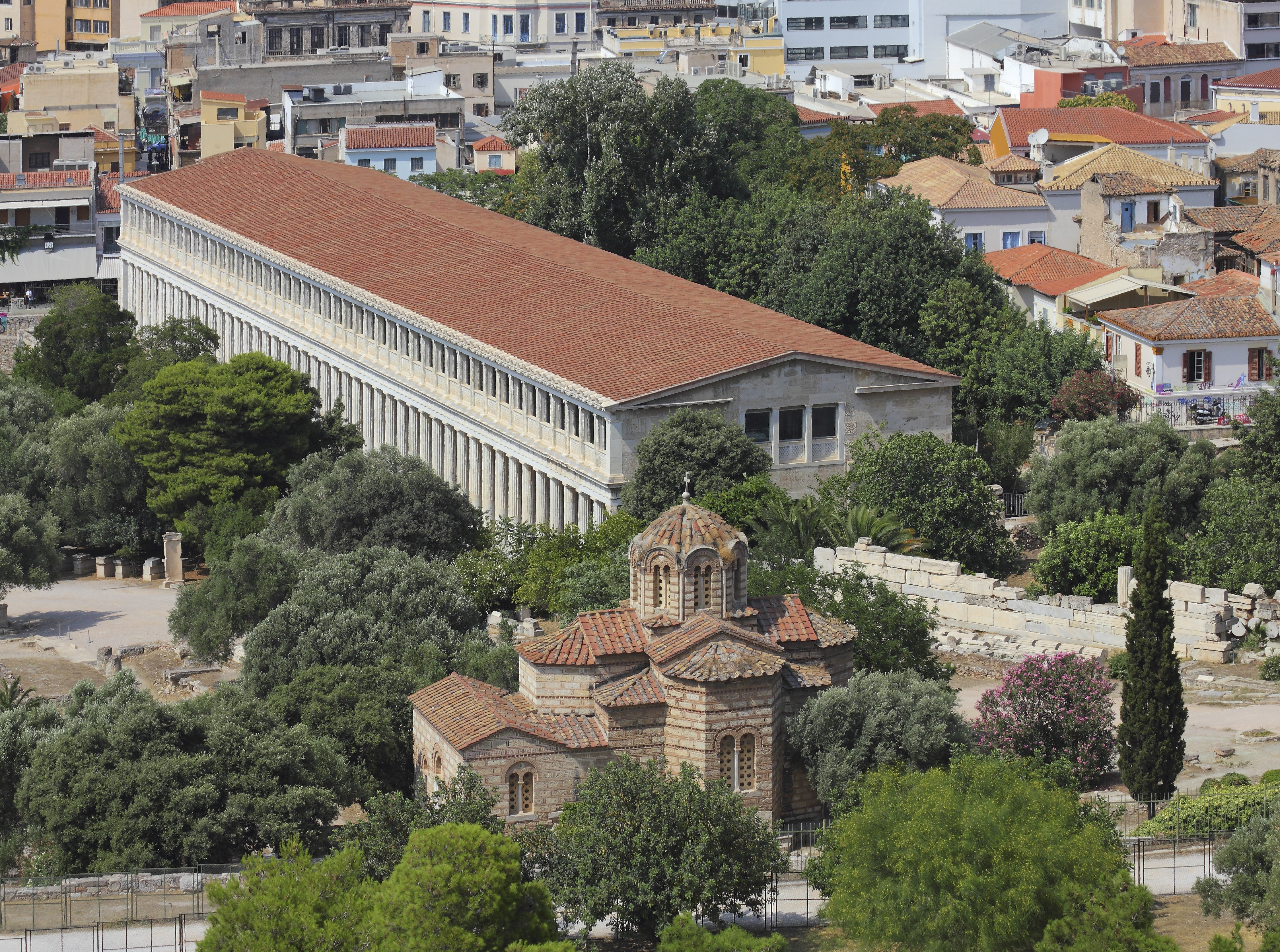
Die rekonstruierte Stoa des Attalos in ihrem modernen Athener Umfeld

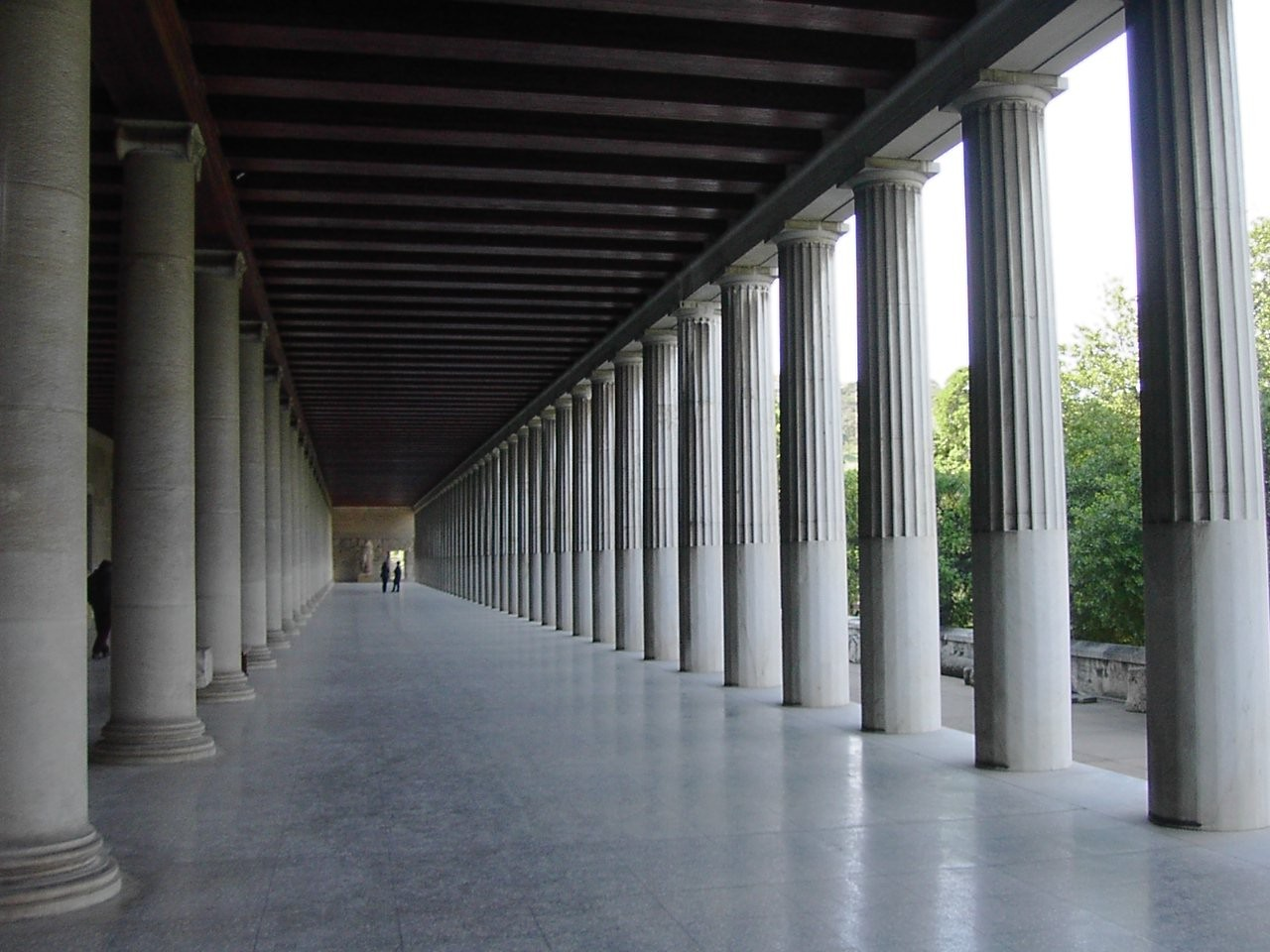
Inneres der rekonstruierten Stoa des Attalos

Die Stoa des Attalos (auch in lateinischer Form Attalus) ist eine zu musealen Zwecken rekonstruierte hellenistische Wandelhalle auf der Athener Agora.
Das ursprüngliche Gebäude ließ König Attalos II. von Pergamon im 2. Jahrhundert v. Chr. erbauen. Die Dimensionen der aus pentelischem Marmor und Kalkstein errichteten Stoa betragen 115 × 20 Meter. Die äußere Kolonnade des Erdgeschosses besteht aus dorischen, die innere aus ionischen Säulen, eine für den Gebäudetyp übliche Kombination. Das Obergeschoss zeigt außen ionische und innen pergamenische Säulen. Das Gebäude ähnelt stark der Stoa, die der Bruder und Vorgänger des Attalos, Eumenes II., am Südhang der Akropolis hatte errichten lassen.
Die Stoa wurde durch die Heruler im Jahr 267 zerstört. Ihre Ruinen wurden Teil einer Festungsmauer. In den Jahren 1952 bis 1956 wurde das Gebäude durch das New Yorker Architekturbüro W. Stuart Thompson & Phelps Barnum unter Federführung der American School of Classical Studies at Athens rekonstruiert. Gefördert wurde die Errichtung durch einen bedeutenden finanziellen Beitrag John D. Rockefellers, Jr. In der Stoa befindet sich seitdem ein Museum, das die Funde der amerikanischen Ausgrabungen von der Agora präsentiert.
In der Stoa des Attalos fand am 16. April 2003 die feierliche Unterzeichnung des Beitrittsvertrages der EU-Erweiterung um zehn Länder (Estland, Lettland, Litauen, Malta, Polen, Slowakei, Slowenien, Tschechien, Ungarn, Zypern) statt.